# Școala Ardeleană

Grupul statuar „Școala Ardeleană” din Cluj, operă a sculptorului Romulus Ladea. De la stânga la dreapta: Petru Maior, Gheorghe Șincai și Samuil Micu

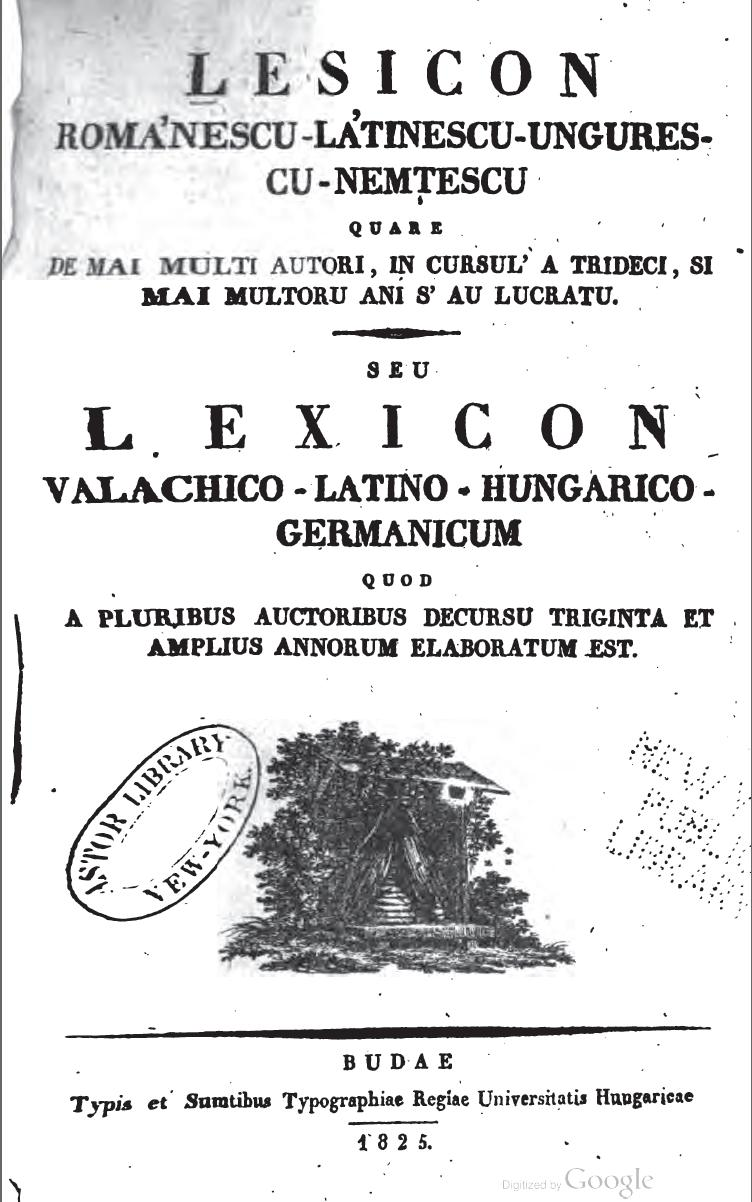
Lexiconul de la Buda

Școala Ardeleană a fost o mișcare de emancipare politico-socială a românilor din Transilvania. Reprezentanții Școlii Ardelene au adus argumente istorice și filologice în sprijinul tezei că românii transilvăneni sunt descendenții direcți ai coloniștilor romani din Dacia. Această teză este cunoscută și sub numele de latinism.
Școala Ardeleană s-a înscris în contextul iluminismului, în principal cel german (Aufklärung), susținut în plan politic de împăratul Iosif al II-lea și representat în cadrul Școlii de Micu-Klein și Șincai, dar și cel cu influențe franceze, promovat de Ioan Budai-Deleanu.
Școala Ardeleană a contribuit nu numai la emanciparea spirituală și politică a românilor transilvăneni, ci și la a celor de peste munți. Unul din documentele cele mai importante elaborate îl constituie petiția Supplex Libellus Valachorum (1791, 1792), o cerere adresată împăratului romano-german Leopold al II-lea, în vederea recunoașterii națiunii române ca parte constitutivă a Marelui Principat al Transilvaniei. 
O altă realizare a Școlii Ardelene a fost introducerea grafiei latine în limba română, în locul scrierii chirilice, și tipărirea primului dicționar cvadrilingv al limbii române, Lexiconul de la Buda.
Deviza Școlii Ardelene a fost „Virtus Romana Rediviva” (prescurtat V.R.R.), care îndemna la renașterea vechilor virtuți ostășești, în lupta pentru drepturi naționale, pentru limba română și credința catolică, pentru unirea tuturor românilor într-o singură țară.
Principalele centre au fost Blaj, Oradea, Lugoj, Beiuș și Năsăud.
Reprezentanții cei mai notabili au fost Petru Maior, Samuil Micu, Gheorghe Șincai și Ion Budai Deleanu.

## Originile mișcării
Iluminismul a fost receptat în Transilvania la sfârșitul secolului al XVIII-lea. Mișcarea iluministă transilvăneană își are rădăcinile în curentul iluminist european. Acesta „detesta trecutul pentru iraționalul, ignoranța și întunecimea sa, și pornea la reformarea societății în numele rațiunii, luminii, culturii”. Curentul iluminist a început la nivelul elitelor intelectuale. În Austria iluminismul a luat în plan politic forma absolutismului luminat, întemeiat pe nobilime. Absolutismul luminat a atras și burghezia în funcțiunile statului. Așa fiind, spre deosebire de Franța, burghezia din Austria, Ungaria și Transilvania a preferat să îmbrățișeze luminismul, reformismul, monarhia luminată. Particularitatea Ungariei și Transilvaniei consta într-o burghezie redusă numeric, comparativ cu Austria. La 1787, după conscripția iozefină, populația orășenească a Ungariei și Transilvaniei abia trecea de 6%. Din punct de vedere etnic orășenimea era alcătuită în mod covârșitor din germani.
În călătoriile sale prin Marele Principat al Transilvaniei împăratul Iosif al II-lea a fost mereu izbit de mizeria și ignoranta românilor:
„Acești bieți supuși români, care sunt fără îndoială cei mai vechi și mai numeroși locuitori ai Transilvaniei, sunt atât de chinuiți și încărcați de nedreptăți de oricine, fie ei unguri sau sași, că soarta lor într-adevăr, dacă o cercetezi, este cu adevărat de plâns (...). Nu mă mir că pământurile lor sunt rău lucrate, căci doar cum ar putea fi altfel când omul de la o zi la alta nu e sigur de posesiunea sa și trebuie să fie zi de zi și poate în fiecare ceas la lucrul domnului său. Altfel, națiunea are într-adevăr spirit; neașezarea ei vine desigur din nenorocirea ei.”
Măsurile edictate de împărat cu privire la Pământul Crăiesc au recunoscut egala îndreptățire a locuitorilor lui, adică egalitatea românilor cu sașii, dreptul de așezare și achiziție de proprietăți în orașe etc. Reformele iozefine ale învățământului au deschis porțile școlilor și pentru fiii iobagilor, îndeosebi români și maghiari, iar dezvoltarea învățământului confesional a favorizat îndeosebi învățământul greco-catolic și ortodox.
În urma înrăutățirii relațiilor dintre împăratul Iosif al II-lea și papa Pius al VI-lea autoritățile imperiale au oprit trimiterile la studii la Roma și au impulsionat în schimb studiul tinerilor români la Viena, în special la Colegiul Sf. Barbara. În 1783 împăratul a soluționat favorabil amplul memoriu al episcopului Ioan Bob, pentru dotarea clerului și înmulțirea școlilor române unite, drept mijloc de cultivare a poporului român.
În urma Răscoalei lui Horea, Cloșca și Crișan din 1784 îndreptată împotriva sistemului feudal, mișcare care i-a atras și pe iobagii maghiari din Trascău, autoritățile imperiale au procedat la mai multe ameliorări ale obligațiilor iobăgești și ale situației minerilor din Munții Apuseni. Pe domeniul Zlatnei au fost înființate mai multe școli populare, iar un an mai târziu, la 22 august 1785, împăratul a venit cu o reformă generală, anume cu patenta de desființare a iobăgiei.
Curentul Școlii Ardelene a fost sprijinit financiar de baronul de origine aromână Gheorghe de Sina, care era finanța ziarele românești din Buda, Pesta și Viena și care era prieten cu Samuil Micu, Petru Maior și Gheorghe Șincai.

## Etapele Școlii Ardelene
- Etapa pregătitoare, prin lupta pentru revendicări politice și naționale dusă de Inocențiu Micu-Klein, episcopul românilor uniți, care cere drepturi și libertăți pentru românii din Transilvania (Sinodul de la Blaj);
- Etapa de elaborare și afirmare a ideologiei naționale: formularea crezului latinist extremist atât pe plan filologic cât și istoric, dezvoltarea învățământului românesc;
- Etapa pronunțat iluministă, care a culminat în Adunarea de la Blaj din cadrul Revoluției de la 1848.

## Trăsăturile mișcării
- Caracterul politic: în 1791, burghezia română în formare trimite la Viena noului împărat Leopold al II-lea, memoriul intitulat Supplex Libellus Valachorum, în care cer, pe un ton moderat, drepturi egale cu ale celor trei națiuni. În ciuda tonului pașnic al revendicărilor, Dieta transilvană, căreia îi este trimis memoriul de la Viena, îl respinge categoric;
- Caracterul iluminist: izolată prin refuzul rezolvării memorandumului, prea slabă economic și politic pentru a iniția o mișcare revoluționară, burghezia română se concentrează într-o mișcare de emancipare națională pe plan cultural. Se înființează numeroase școli cu predare în limba română (Gheorghe Șincai înființează 300 de școli), se tipăresc calendare, catehisme, manuale, cărți de popularizare a științei, cărți populare pentru pătrunderea informației în masele populare largi;
- Caracterul erudit: cărturarii iluminiști au depus eforturi pentru trezirea conștiinței naționale în următoarele domenii:
  - Istoria: au încercat să impună ideea originii pur latine a poporului român, vehiculând teoria exterminării dacilor:
    - Samuil Micu, Istoria și lucrurile și întâmplările românilor – cuprinde idei moderne, iluministe, dar relatează sec evenimentele sau copiază pasaje întregi din cronici;
    - Gheorghe Șincai, Hronica românilor și a mai multor neamuri – dovedește mai mult spirit critic și o informație mai bogată, opera fiind plină de râvnă în susținerea adevărului;
    - Petru Maior, Istoria pentru începutul românilor în Dachia – caracter polemic, fiind mai degrabă un pamflet de idei decât o cronică, dar fără talent literar.[necesită citare]

  - Lingvistica: au susținut ideea originii pur latine a limbii române, cerând scrierea cu alfabet latin și scrierea etimologică:
    - Samuil Micu și Gheorghe Șincai, Elementa linguae daco-romanae sive valachicae – face o paralelă între latină și română. Ei propun eliminarea cuvintelor de altă origine și înlocuirea lor cu neologisme latinești;
    - Lexiconul de la Buda este un dicționar colectiv cvadrilingv (Lexicon românescu-latinescu-ungurescu-nemțescu), apărut în 1825 la Buda, care îmbogățește limba română cu numeroase neologisme romanice, înlocuindu-le pe cele de alte origini;
    - Petru Maior, la sfârșitul Istoriei pentru începutul românilor în Dachia, include o Disertație pentru începutul limbii române, în care afirmă că limba română provine din latina populară.
    - August Treboniu Laurian alături de lingvistul muntean Ion C. Massim,  „Dicționarul limbii române”, în două volume (1871-1875), în care au încercat să prezinte o limbă purificată de elementele nelatine

  - Literatura:
    - Ion Budai Deleanu, Țiganiada.

## Cartea „Floarea Adevărului”
În anul 1750 a apărut la Blaj prima carte românească întocmită și tipărită de Școala Ardeleană. Este vorba de opusculul  intitulat „Floarea adevărului”, carte din care se cunosc doar două exemplare: unul la Biblioteca Națională a României și unul la Országos Szécsényi Könyvtár (Biblioteca Națională Szécsényi) din Budapesta. Ea este opera colectivă a „cuvioșilor ieromonași” de la Blaj, respectiv a tuturor călugărilor greco-catolici, în frunte cu călugărul-episcop Petru Pavel Aron. Cartea este o explicare foarte doctă a celor patru puncte dogmatice sub care s-au unit românii cu Roma la 1700, implicând justificarea rațională a evenimentului. Ca mod de exprimare, cartea este un mesager timpuriu al catolicismului panromânesc, postulat de cele mai luminate minți ale acelei epoci. Este totodată prima carte din cultura noastră care alătură o bibliografie bogată, conținând titluri de lucrări ce stau la baza tuturor aserțiunilor, și la care se fac trimiteri punctuale, autorii sugerând astfel că o scriere temeinică are nevoie de un aparat critic pe măsură. Aparent modesta tipăritură, reeditată de episcopul Ioan Bob la 1816, cartea „Floarea Adevărului” a apărut și în versiune latină: „Flosculus Veritatis” (1753) și „Doctrina Christiana” (1757).

## Galerie de imagini

Coperta cărții „Floarea Adevărului” (Blaj, 1750)

## Antologii
- Școala Ardeleană , antologie, ediție îngrijită, note și prefață de Emil Boldan, București, Editura Tineretului, 1959.
- Școala Ardeleană, vol. I–III, ediție critică de Florea Fugariu, studiu introductiv și note finale de Romul Munteanu, București, Editura Albatros, 1970.
- Școala Ardeleană (Poezii, proză, tălmăciri) , ediție îngrijită, prefață, note și glosar de Mihai Gherman, Cluj-Napoca, Editura Dacia, 1977.
- Școala Ardeleană, vol. I–II, ediție critică, note, bibliografie și glosar de Florea Fugariu, introducere de Dumitru Ghișe și Pompiliu Teodor, București, Editura Minerva, 1983.
- Școala Ardeleană. Antologie de texte alcătuită și coordonată de Eugen Pavel. Prefață de Eugen Simion. Vol. I‒IV, București, Academia Română, Fundația Națională pentru Știință și Artă, Muzeul Național al Literaturii Române, 2018. Arhivat în 24 septembrie 2022, la Wayback Machine.  Arhivat în 24 septembrie 2022, la Wayback Machine.  Arhivat în 24 septembrie 2022, la Wayback Machine.  Arhivat în 24 septembrie 2022, la Wayback Machine.